# Monoxenus multituberculatus
Monoxenus multituberculatus là một loài bọ cánh cứng trong họ Cerambycidae.